# صفوان امبائی
صفوان امبائی (انگلیسی: Safwan Mbaé؛ زادهٔ ۲۰ آوریل ۱۹۹۷) بازیکن فوتبال اهل فرانسه است.
از باشگاه‌هایی که در آن بازی کرده‌است می‌توان به آ.اس موناکو اشاره کرد.
وی همچنین در تیم ملی فوتبال اتحاد قمر بازی کرده‌است.